# 東帝汶—葡萄牙關係
东帝汶-葡萄牙关系是葡萄牙和东帝汶之间的外交关系。东帝汶在里斯本设有大使馆，而葡萄牙在帝力设有大使馆。葡萄牙在1520年~ 1975年間殖民東帝汶。

## 历史
葡萄牙人为了寻找香料，于1520年首次在东帝汶定居。到了17世纪，荷兰人来到这里，在帝汶岛的西部定居下来。1859年的一项条约正式宣布帝汶岛的分裂。东帝汶是一个以罗马天主教为主的地区，是葡萄牙 统治的遗产。葡萄牙在20世纪下半叶以后才对东帝汶有了有效的控制。
在寻求从葡萄牙独立的敌对集团之间发生战斗之后，印度尼西亚于1976年入侵东帝汶，并在东帝汶于1975年11月28日宣布从葡萄牙独立后将其吞并。
1987年，时任葡萄牙总理阿尼巴尔·卡瓦科·席尔瓦指责印度尼西亚在东帝汶无视“最基本的人权”，并准备操纵即将在东帝汶举行的选举。并且卡瓦科·席尔瓦表示他的政府支持东帝汶的自主决定。
上世纪90年代初，联合国仍将葡萄牙视为东帝汶的行政当局。葡萄牙官员认为，他们有“道德义务”继续参与这个前殖民地的事务。葡萄牙试图使印度尼西亚政府同意解决东帝汶问题，甚至同意东帝汶独立。然而，印度尼西亚拒绝了这一提议，因为它担心其他分离主义运动可能会受到鼓励。

## 国事访问
2007年和2010年，东帝汶总统若泽·拉莫斯·奥尔塔(他有一半的葡萄牙血统)拜访了葡萄牙总理若泽·苏格拉底。苏格拉底说，葡萄牙将在教育、司法、技术和政治等各个部门加强与东帝汶的关系，并补充说，这些部门对东帝汶的未来至关重要。

## 葡萄牙的援助
葡萄牙是东帝汶最大的援助国，自1999年东帝汶公投决定脱离印度尼西亚独立以来，已经向东帝汶提供了3亿5千万美元的援助。

## 协定
2005年，两国签署了一项军事技术合作计划。

## 安全协助
在2006年东帝汶危机爆发后，当时的东帝汶外交部长若泽·拉莫斯·奥尔塔要求从澳大利亚、新西兰、马来西亚和葡萄牙派遣军队和警察，帮助平息帝力周围的骚乱。
葡萄牙总理若泽·苏格拉底说，如果联合国驻东帝汶特派团的任务期限延长，葡萄牙计划向东帝汶派遣一支准军事警察特遣队。当月晚些时候，葡萄牙总统卡瓦科·席尔瓦说，东帝汶的局势非常严重，葡萄牙将与东帝汶人民团结起来，并尽一切努力恢复和平。随后，葡萄牙派出了一支由120名宪兵组成的共和国国民警卫队分遣队。2006年11月，东帝汶正式向联合国和葡萄牙政府提出将警察人数增加一倍的要求。军事警察的承诺正在东帝汶继续进行。2007年，东帝汶总统若泽·拉莫斯·奥尔塔在会见葡萄牙总统后说，东帝汶将需要国际部队来维持“未来几年”的安全。

## 常驻外交使团

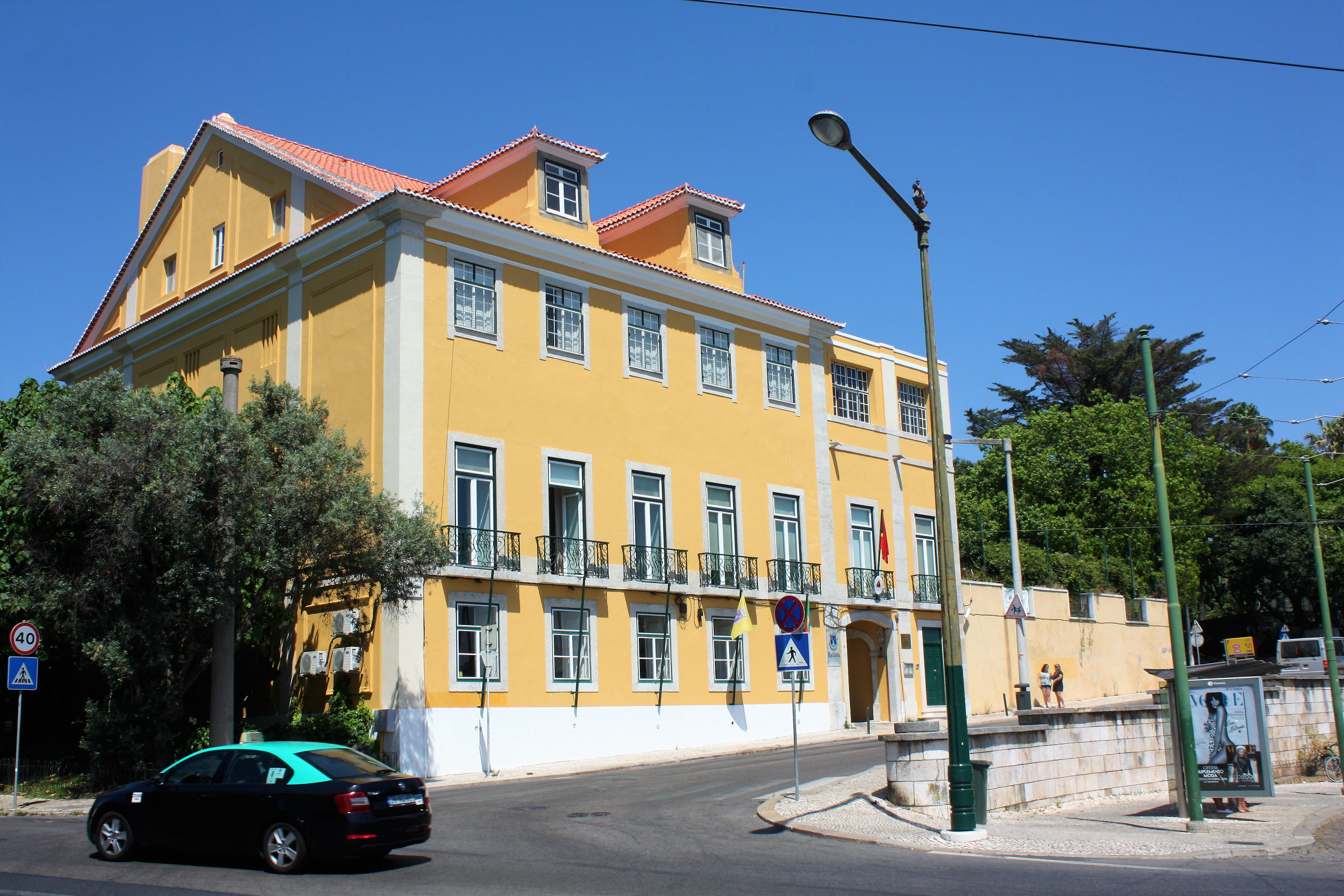
东帝汶驻里斯本大使馆

- 东帝汶在里斯本设有大使馆。
- 葡萄牙在帝力设有大使馆。